# Зализна вода (парк)

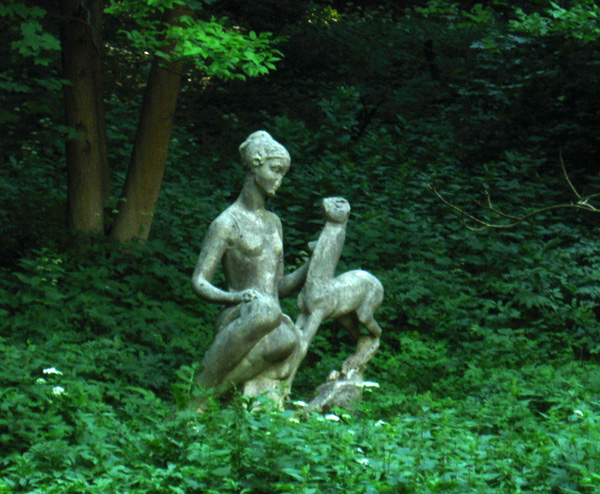
Скульптура в парке «Зализна вода»

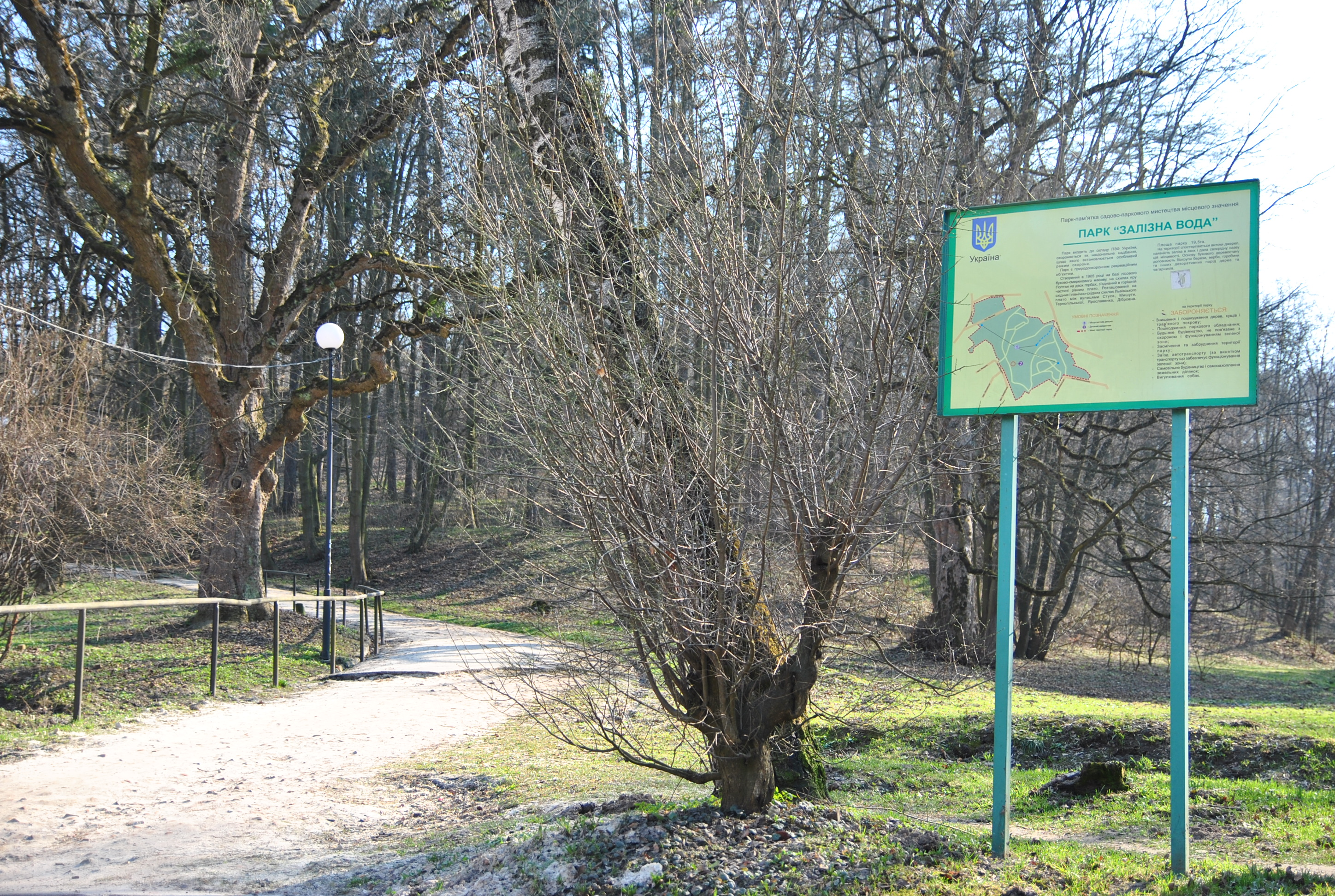
Таблица при входе в парк

Парк «Зализна вода́» (укр. Залізна вода) — парк во Львове (Украина), памятник садово-паркового искусства местного значения (с 1984). Парк Зализна вода расположен между улицами Стуса, Мишуги, Тернопольской и Ярославенко, местностями Новый Львов и Снопков.
Здесь, на северо-восточных склонах Львовского плато берёт начало Полтва. Общая площадь парка 19,5 га. На территории парка можно видеть выходы мергелей, являющиеся причиной появления многочисленных источников. Название парка происходит от высокого содержания железа в источниках, протекающих в парке.
Парк был заложен в 1905 году. В его растительности преобладает бук лесной, граб и дуб есть также ель обыкновенная, сосна обыкновенная, берёза, тополь, ива, ясень, клен, грецкий орех, акация, яблоня, лиственница, черешня, алыча, вяз и т. д. а также декоративные деревья, кустарники (спирея и снежноягодник) и цветы (ветреница дубравная). Здесь также растёт старый яблочный сад. В парке можно встретить экзотические растения: сосна веймутова и сосна черная.
В 1933 году на территории парка создали общественный бассейн, который не удалось сберечь из-за войны.
Пересечённый рельеф местности, волнистые взгорья и плато позволили создать неповторимый зелёный островок среди городской застройки, близкой к центру Львова.
Рядом расположен Снопковский парк.